# Retrospektïẁ I-II
Retrospektïẁ I-II ist ein Livealbum der französischen Progressive-Rock- und Zeuhl-Gruppe Magma. Es wurde im Juni 1980 anlässlich des 10-jährigen Bandjubiläums im Pariser Club Olympia aufgenommen und erschien erstmals 1981 auf RCA Records.

## Musikstil
Das Doppelalbum umfasst zwei Titel, die jeweils auf die Seiten A und B der Langspielplatten aufgeteilt waren. Die erste Platte Zünd I enthält eine Version von Mekanïk Destruktïw Kommandöh, mit zwei Improvisationssequenzen von Bernard Paganotti (Gesang) und Didier Lockwood (Violine). Klaus Blasquiz, der auf dem Album Retrospektïẁ III nicht zu hören ist, übernimmt hier die Gesangsparts. Die zweite Platte Zünd II präsentiert Theusz Hamtaahk, den ersten Satz der gleichnamigen Trilogie, deren zweiter Satz bereits auf Ẁurdah Ïtah, sowie den dritten auf Mekanïk Destruktïw Kommandöh erschien. Dieser, seit 1974 regelmäßig auf der Bühne gespielte Satz, wurde bisher nicht im Studio aufgenommen.

## Entstehungsgeschichte

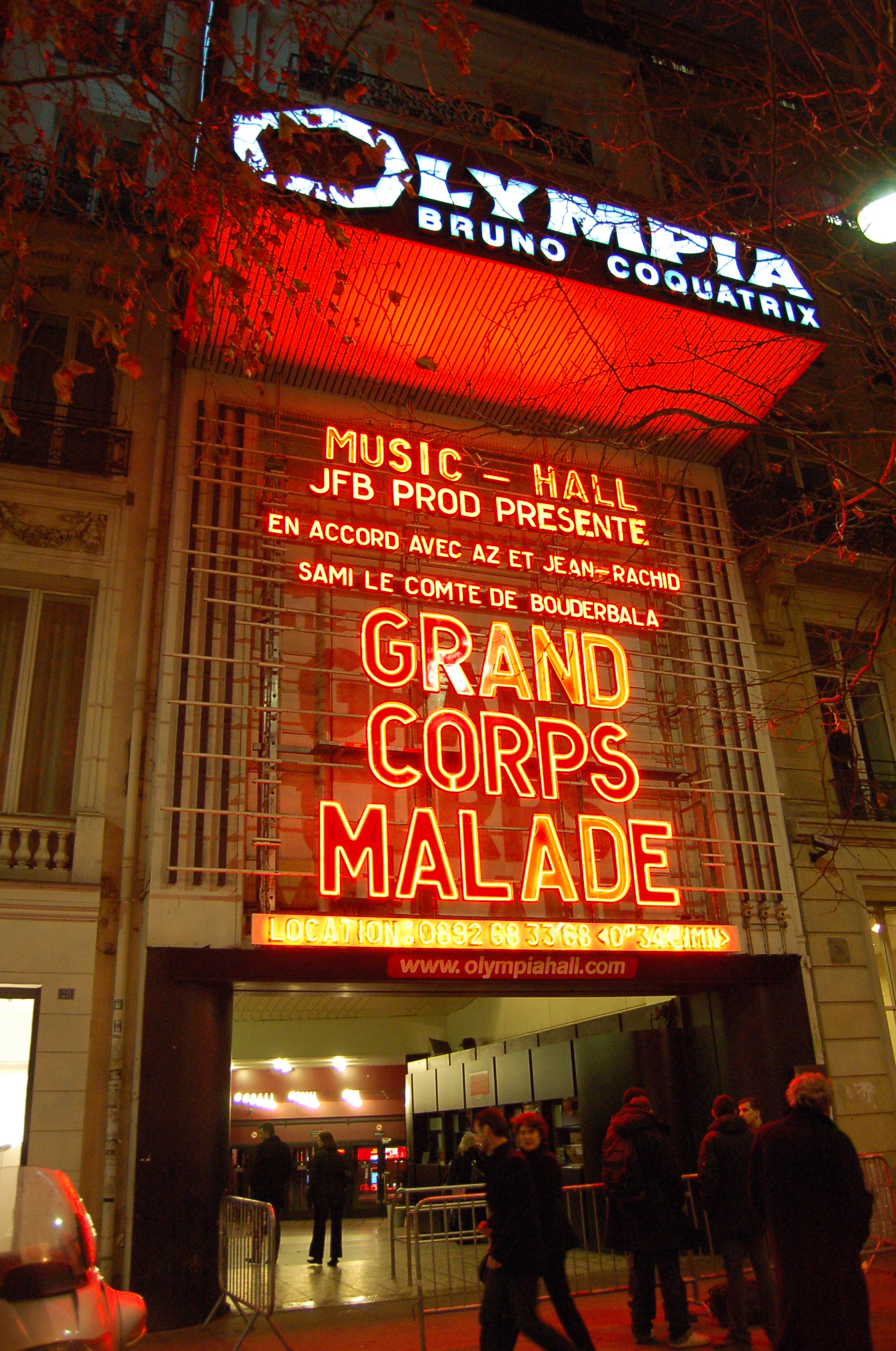
Aufnahmeort Konzerthalle Olympia, Paris (Foto 2009)

Das Album wurde bei einer Konzertreihe vom 9. bis 11. Juni 1980, anlässlich des 10-jährigen Bandjubiläums, in dem Pariser Club Olympia aufgenommen. Zu diesen Konzertaufnahmen sind zahlreiche ehemalige Musiker von Magma wieder zusammengekommen. Das Album erschien 1981 als Langspielplatte auf RCA Records. Kurioserweise wurde  Retrospektïẁ I-II erst nach Retrospektïẁ III veröffentlicht. 1991 erschien auf dem bandeigenen Label Seventh Records eine Neuauflage als Doppel-CD, am 29. Januar 2021 wurde das Album remastert und zusammen mit Retrospektïẁ III und weiteren Bonustrackts als Retrospektïẁ I-II-III herausgegeben.

## Titelliste
Alle Titel wurden von Christian Vander geschrieben. In der Doppel-LP-Edition nimmt jeder der vier Titel eine Seite einer Schallplatte ein, auf der CD-Edition sind je zwei Titel auf einer CD (Zünd).

### Zünd 1
1. Mekanïk Destruktïw Kommandöh (Part 1) – 22:37
2. Mekanïk Destruktïw Kommandöh (Part 2) – 17:20

### Zünd 2
1. Theusz Hamtaahk (Part 1) – 17:10
2. Theusz Hamtaahk (Part 2) – 19:05